# Mustersiedlung Ramersdorf

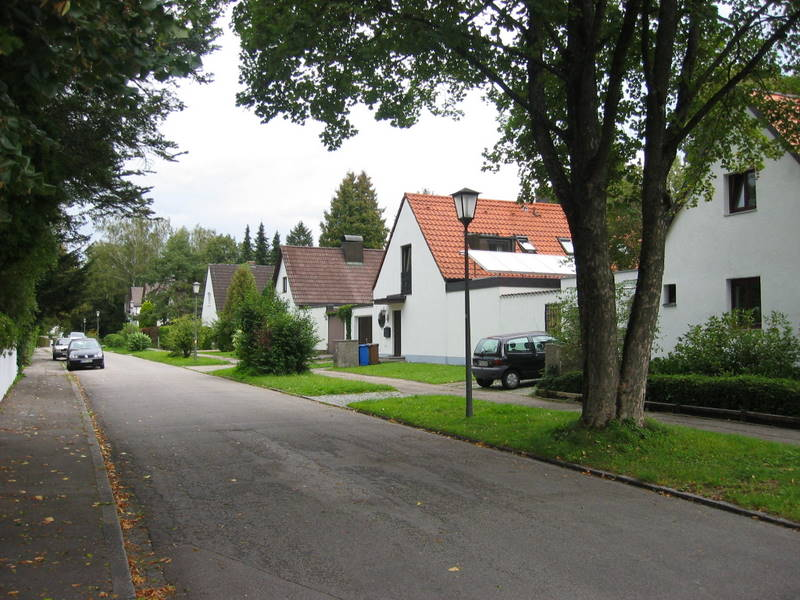
Einfamilienhäuser der NS-Mustersiedlung

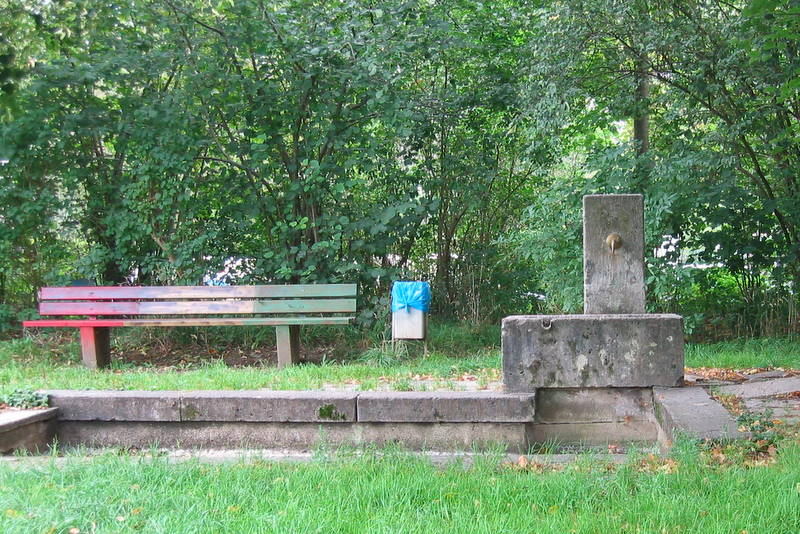
Brunnen im Park der Siedlung

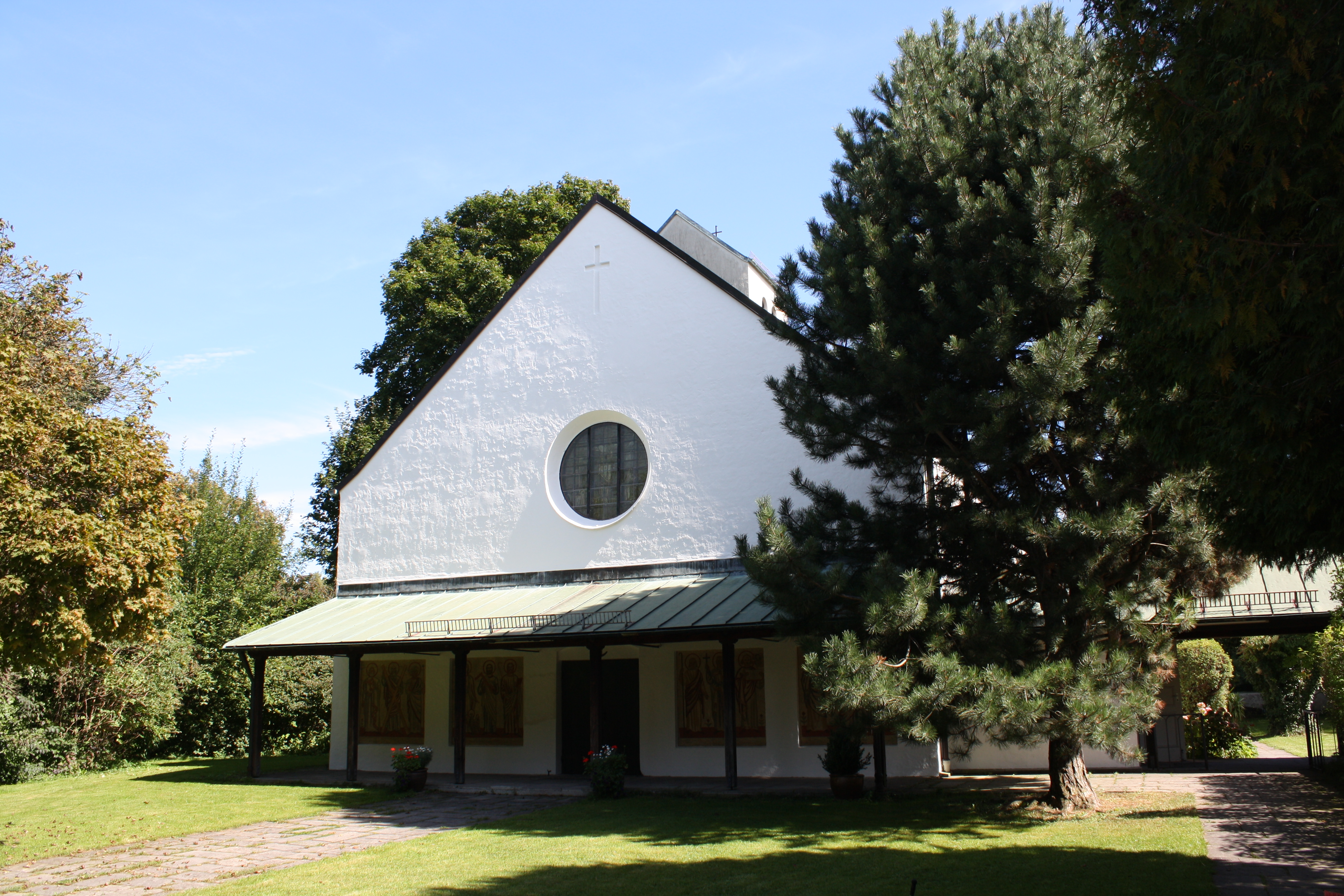
Gustav-Adolf-Kirche

Die Mustersiedlung Ramersdorf im Münchner Stadtteil Ramersdorf sollte kurz nach der Machtübernahme des NS-Regimes im Rahmen der „Deutschen Siedlungsausstellung“ 1934 als beispielhafte Verkörperung des nationalsozialistischen Siedlungsgedankens präsentiert werden. Innerhalb kürzester Zeit wurden unter der Leitung des Wohnungsbaureferenten und Architekten Guido Harbers 192 Einfamilienhäuser mit 34 unterschiedlichen Bautypen errichtet. Das Ensemble ist in sich geschlossen und hat gemäß der Gartenstadtidee zahlreiche Grünflächen und großzügige Einzelgärten. Die neu angelegten Straßen wurden nach Toten des Hitler-Putsches benannt, um die propagandistische Absicht des Siedlungsprojektes zu unterstreichen. Nach 1945 wurden sie in oberbayerische Ortsnamen geändert, wie sie in den anderen Neubaustraßen von Ramersdorf üblich waren.
Als ausführende Architekten waren unter anderem Friedrich Ferdinand Haindl, Sep Ruf, Franz Ruf, Lois Knidberger, Albert Heichlinger, Max Dellefant, Theo Pabst, Christoph Miller, Hanna Loev und Karl Delisle für die Bauten verantwortlich. Die erhoffte propagandistische Wirkung der Siedlung blieb jedoch aus, da unter anderem die für damalige Verhältnisse großzügige Ausstattung und Wohnfläche von 56 bis 129 m² sowie einzelne modernistische Bauelemente kritisiert wurden.
Nach Ende der Siedlungsausstellung wurden die Häuser als Eigenheime verkauft. Im Jahr 1935 wurde mit der Gustav-Adolf-Kirche in der Siedlung ein protestantischer Kirchenneubau eröffnet.